# Jef Vermeiren (componist)
Joseph Arthur (Jef) Vermeiren (Antwerpen, 13 juni 1904 – Overijse, 27 juni 1999) was een Belgisch componist.
Hij was zoon van Adèle Marie Constance Colson en klerk Henri Louis Vermeiren.
Zijn eerste muziekopleiding vond al zeer jonge leeftijd plaats; hij schreef samen met een schoolvriend zijn eerste liederen en werken voor viool en piano. Andere vrienden kwamen dan weer bij hem thuis, bespeelden muziekinstrumenten en zo leerde hij de diverse klanken. Toen verdiepte hij zich al in muziek via concertbezoek en opera’s. De serieuze studie begon in 1921 aan het Koninklijk Vlaams Conservatorium in zijn geboortestad. Docenten waren er Willem De Latin en Arthur De Hovre op orgel, Geerard Dyckhof voor begeleiding en Lodewijk de Vocht en Edward Verheyden op harmonieleer. Na de studie in 1926 te hebben afgerond, nam hij lessen bij Paul Gilson en Karel Candael. Zelf musiceren deed hij ook, met name in variété- en amusementsorkesten.
Vanaf 1928 dirigeerde hij de muziek bij de toneelstukken van Lode Geysen. Vanaf 1930 verzorgde hij zogenaamde Gezelle-Avonden door heel Vlaanderen waarbij gemusiceerd en gedeclameerd werd; hij was daar ook wel dirigent en begeleider. Door het uitbreken van Tweede Wereldoorlog kwam er een abrupt eind aan.
Vanaf 1930 zat hij achter de compositietafel, waarbij zijn eerste werk ontstond. Zijn Sinfonia breve (Recordatio juventutis) op basis van jeugdige motieven kreeg echter pas een première op 17 december 1954, onder leiding van Daniel Sternefeld. Het werk trok toen wel de hele Benelux door. Andere werken uit die tijd zijn Pastorale (1930, mezzosopraan en orkest), Wereldorkaan (1932), Variaties voor viool en orkest (1933, basis "Geseghent sijn mijn liefs bruin oghen") en Sonate in modus antiqua (1933, voor viool en dubbel strijkkwartet). Populair in die dagen (1940) was zijn Dietse suite samengesteld uit een visioen (Kemmelberg), levensvreugde (dans), minnelied en heroiek (marcia Eroica). In 1947 volgde een compositieopdracht voor balletmuziek voor Valentine Belova (De kapel van barmhartigheid), dat door heel België en ook wel Parijs ging. Zijn meeste werken verwijzen naar het romantisch idioom richting impressionisme gebaseerd op natuur (Stroom, Melopee van de zee). De Algemene muziek encyclopedie noemt Caleidoscoop als zijn meesterwerk met een combinatie van dissonanten, lyriek en sfeer. Overigens is van al dat werk in de 21e eeuw maar weinig terug te vinden; er zijn volgens Muziekweb geen opnamen van zijn werken bekend (gegevens 2024).
Jef Vermeiren werd begraven op Schoonselhof, waarbij zijn zerk wordt afgesloten met een beeld.
- International Standard Name Identifier: 0000 0000 2149 3255
- Library of Congress Control Number: n80017309
- MusicBrainz: 3e5aac4b-3f48-4fdf-aad9-74dfdfcdb177
- Virtual International Authority File: 52979311